# Cord

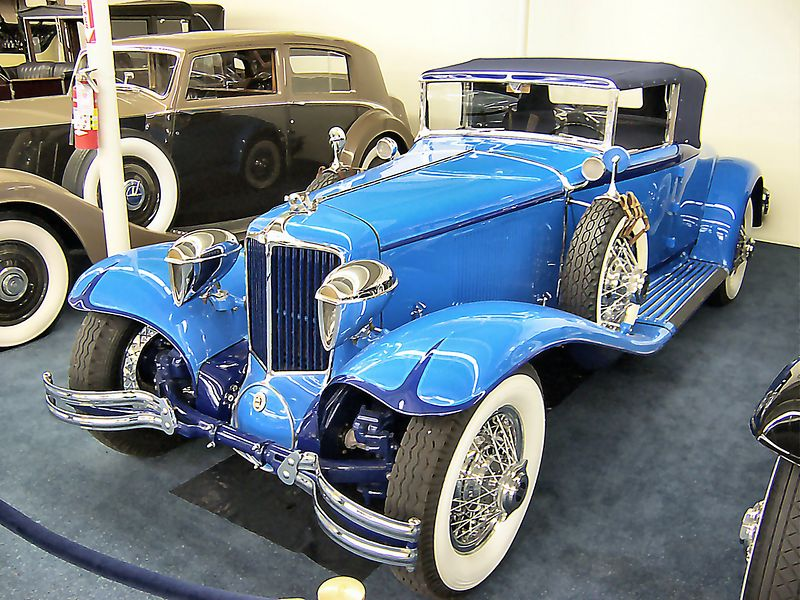
Cord L-29 uit 1930.

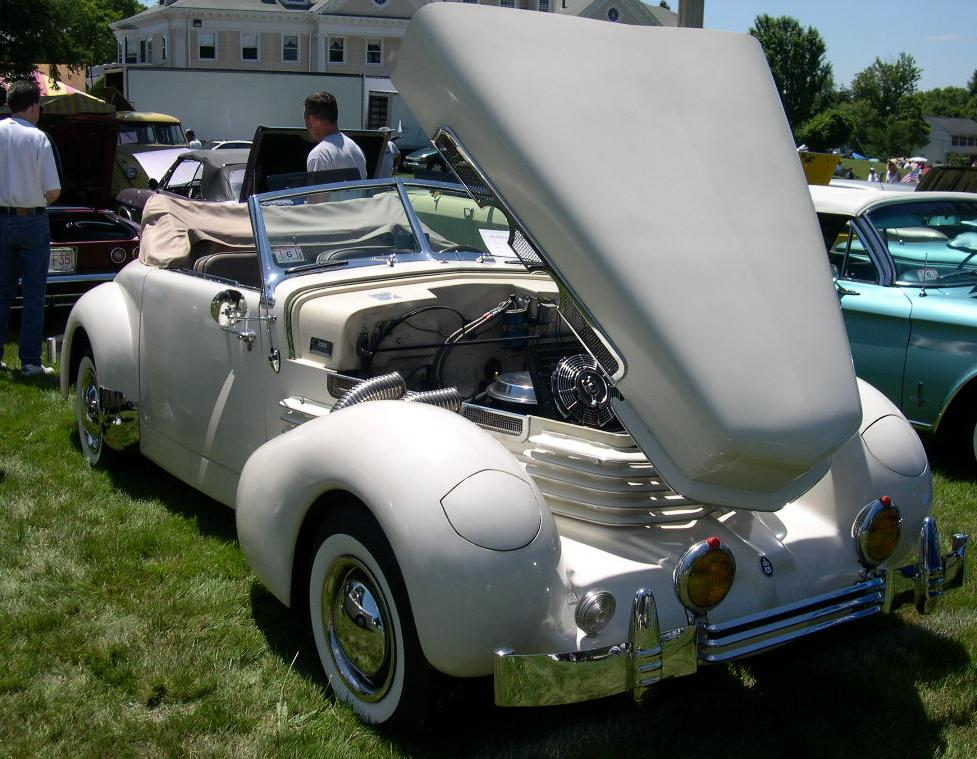
Cord 810 uit 1937.

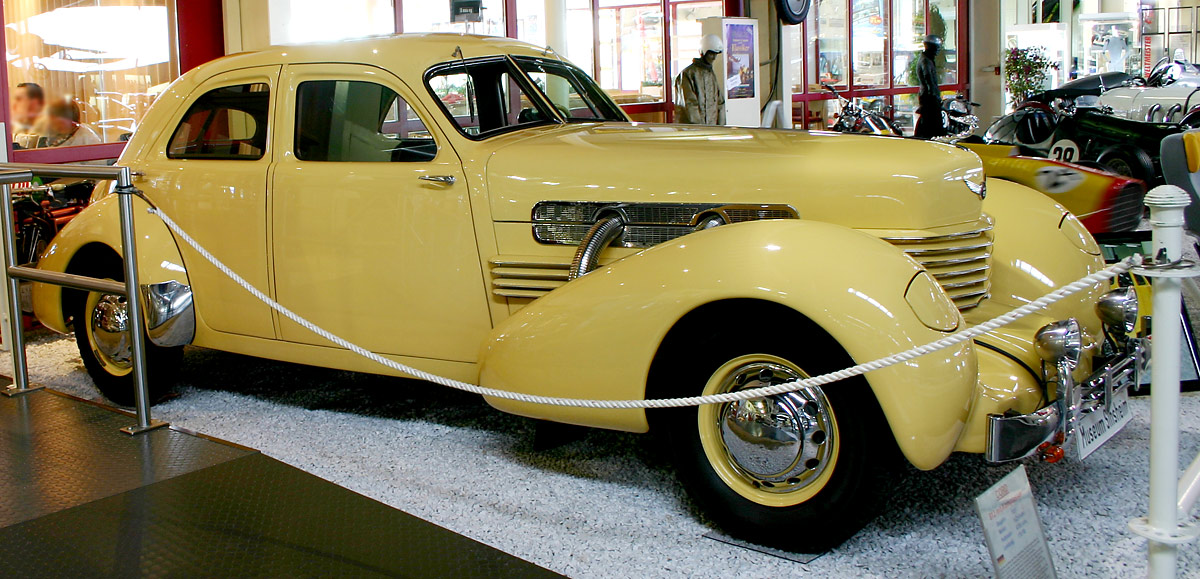
Cord 812 uit 1937.

Cord was een Amerikaans automerk van 1929 tot 1932 en van 1936 tot 1937, dat gemaakt werd door de Auburn Automobile Company.

## Geschiedenis

### Voorgeschiedenis
De Cord Company werd in het begin van de jaren twintig opgericht door Errett Cord en gebruikt als de naam voor het bedrijf waar hij tweedehands auto's verkocht. De handel verliep erg goed en halverwege de jaren twintig kocht Errett Cord het grootste deel van de aandelen van de verlieslijdende Auburn Automobile Company. Nadat hij hier enkele veranderingen had doorgevoerd en Auburn gered had van een faillissement, wilde hij graag een nieuwe auto op de markt brengen die goedkoper zou zijn dan een Duesenberg (waar hij ook eigenaar van was), maar wel een klasse hoger dan het merk Auburn. Het resultaat hiervan was de Cord Automobile.

### Beginjaren
De eerste auto was de Cord L-29, een van de eerste auto's met voorwielaandrijving. Hoewel hierdoor de auto lager bij de grond kon worden gebouwd, wat de wegligging ten goede kwam, ging het wel ten koste van het vermogen. Met de 289 cid (4747 cc) grote 8 cilinder motor die 125 pk produceerde duurde het bijna 30 seconden om van 0 tot 100 te accelereren. Twee maanden na de introductie stortte de beurs van New York in en daardoor zijn er van de L-29 nooit veel verkocht. De productie werd begin 1932 gestaakt.

### Herstart en ondergang
Eind 1936 kwam Cord met een nieuwe auto, de Cord 810. De 810 sloeg meteen aan bij het publiek, maar doordat men nog steeds in de depressie zat, vielen de verkoopcijfers tegen. In 1937 werden enkele veranderingen aan de auto aangebracht. Deze werd verkocht als de Cord 812. Nog steeds ging de verkoop slecht en op 7 augustus 1937 werd de productie volledig gestopt.